# Long Black Veil
"Long Black Veil", Roud 18510, är en mordballad skriven 1959 av Marijohn Wilkin och Danny Dill. Den spelades in av countrysångaren Lefty Frizzell samma år och nådde sjätte plats på Billboards countrylista. För Frizzell var den ett steg mot ett mer folkbaserat sound.
Under 1960-talet nådde sången ytterligare berömmelse när den spelades in av ett antal kända artister. Folksångerskan Joan Baez sjöng den ofta live i början av sin karriär och den finns bland annat inspelad på Joan Baez in Concert, Part 2 från 1963. Johnny Cash spelade den bland annat på At Folsom Prison 1968 och The Band på debutalbumet Music from Big Pink från samma år. Senare versioner har gjorts av bland andra Nick Cave and the Bad Seeds och Mike Ness. Bruce Springsteen spelade den under The Seeger Sessions Band Tour 2006.
Sången handlar om en man som anklagats för mord. Hans alibi är att han vid tillfället haft en affär med sin bästa väns fru, men eftersom han hellre dör än avslöjar detta håller han tyst och avrättas genom hängning. Den enda som vet sanningen är älskarinnan, som besöker hans grav iklädd en lång, svart slöja.